# ケネス・ニコルス
ケネス・デイヴィッド・"ニック"・ニコルス (英語: Kenneth David "Nick" Nichols 、1907年11月13日 - 2000年2月21日) は、アメリカ合衆国の軍人。アメリカ陸軍技官、中佐。マンハッタン計画を指揮したレズリー・グローヴスの側近であり、多くの著名な科学者とともに働いた。1953年、アメリカ原子力委員会初代ゼネラルマネージャーに就任した。オハイオ州クリーブランド生まれ。